# Immuable et changeante
Immuable et changeante. De la IVe à la Ve République est un livre du sociologue français Raymond Aron paru en 1959.